# 雅科夫·朱加什维利
雅科夫·约瑟福维奇·朱加什维利（1907年3月18日—1943年4月14日）是一名苏联军人，軍銜陆军中尉。他是斯大林（本名约瑟夫·维萨里奥诺维奇·泽·朱加什维利）兩個兒子中最為年長者，为斯大林与第一任妻子叶卡捷琳娜·斯瓦尼泽所生。雅科夫·朱加什维利在第二次世界大战參加蘇聯紅軍，後來在斯摩棱斯克战役中被德军俘虏，最後死於集中營。

## 生涯

### 早年
雅科夫·朱加什维利是约瑟夫·维萨里奥诺维奇·泽·朱加什维利（斯大林）的长子，出生在俄罗斯帝国第比利斯省哥里（今属格鲁吉亚）。雅科夫·朱加什维利的母親斯瓦尼泽在1907年12月因斑疹伤寒去世，父亲因为悲伤而将他送往娘家抚养。

### 与父亲的關係
直到14歲前，雅科夫一直生活在格鲁吉亚的舅母家中。后来苏联政权建立，父亲斯大林在中央担任要职。1921年，舅舅亚历山大·斯瓦尼泽劝说他前往莫斯科接受高等教育。雅科夫當時只會說格魯吉亞語，他抵達莫斯科後，為了申請進入大學，開始學習俄語。
雅科夫来到莫斯科，见到了当时已经是苏联最高领导人的父亲斯大林。斯大林已经娶娜杰日达·阿利卢耶娃为第二任妻子，生下了次子瓦西里·朱加什维利。斯大林为了让他不因他父亲的地位而自满，经常对他说“你只不过是一个鞋匠而已”。
1925年，雅科夫从一所电业学校毕业，成为一名电技工。同一年中，他与未婚妻尤利娅·梅爾策（Yulia Meltzer）结婚，尤利娅是乌克兰敖德萨的一位著名的犹太人舞蹈家。斯大林非常讨厌自己的儿媳妇是犹太人，因此对雅科夫更加疏远，父子两人经常争吵。娜杰日达·阿利卢耶娃曾見到一位年輕的女孩（雅科夫·朱加什维利的未婚妻尤利娅），滿眼淚水離開他們的莫斯科達恰。
1928年，雅科夫与斯大林争吵后开枪自杀，但是幸運獲救。斯大林听说此事后，曾轻蔑地说：“他居然都没有射準。”
出院康复后，經由谢尔盖·基洛夫的協調下，斯大林同意雅科夫与妻子前往列宁格勒居住。两人生有一子一女：叶夫根尼·朱加什维利，（曾接受許多關於祖父斯大林的訪問）和加琳娜·朱加什维利。二人在1929年离婚，后来尤利娅改嫁给了内务人民委员部的一名特工。不久之后，这名特工被逮捕並遭到处决。雅科夫与尤利娅于1938年复婚。

### 参加第二次世界大战

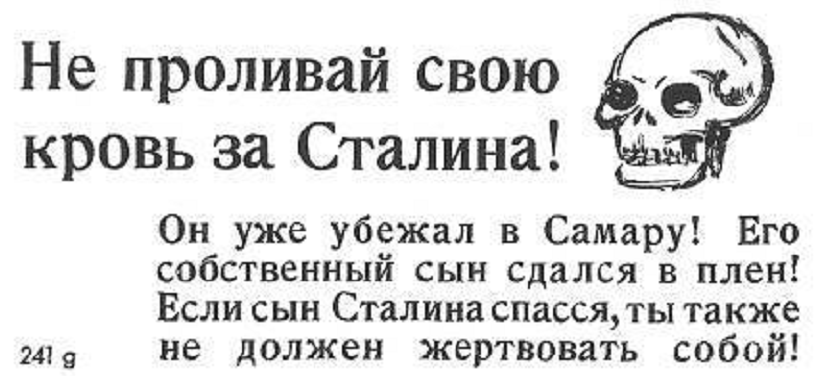
德軍在1941年所做的宣傳：“不要再为斯大林流血！他已经逃到了薩馬拉！他的儿子已经投降，假如斯大林的儿子已求保全性命，那么你也没有必要牺牲你自己！”

1941年，雅科夫·朱加什維利加入苏联共产党。苏德战争爆发，雅科夫以苏联红军陆军中尉的身份参加了战争。同年7月16日，雅科夫在斯摩棱斯克战役中被德军俘虏。德军审问了其他俘虏后得知了雅科夫的真实身份。纳粹德国得知此消息后，在柏林的电台大肆宣传此事，声称斯大林儿子被虏是德军的一个重大胜利。
同年雅科夫被押往德国，关押在勃兰登堡边境大区的萨克森豪森集中营。与此同时，雅科夫被苏联政府认定为祖国的叛徒，其妻尤利娅被送入集中营。根據一些資訊顯示，德國領導人希特勒將用雅科夫交換他的外甥里歐，但是也沒有被蘇聯接受
。
1943年4月14日，得知自己被父亲抛弃的雅科夫在集中营中突然死去。其死因曾一度眾說紛紜，納粹德國官方紀錄稱其企圖逃脫時觸碰到集中营的高压电網身亡，亦有人稱其遭謀殺。但根據最近解密文件顯示，雅科夫·朱加什维利以拒絕服從警衛命令的方式被動自殺。當時他在集中营周围散步，德军警衛要求他立即回去，否则就地枪毙。他拒绝回营，并高声喊道：“開槍啊！”，其後旋即被警衛槍殺。該份記載雅科夫被殺經過的集中營文檔戰後為英軍所繳獲，英國外交部曾考慮在波茨坦會議向斯大林簡報此文檔以表遺憾。他們後來放棄這種想法，因為英國或美國從未通知蘇聯他們獲得關鍵的德國檔案，與斯大林分享這些文件會促使蘇聯查詢這些記錄的來源。

### 死因解密
1945年7月之前，这一切均无人知晓，当时英美工作小组开始研究德国档案，确认了雅科夫·斯大林自杀的事实。1945年7月27日，英国外交部高级官员迈克尔·维维安致信美国国务院，称“我们建议勿将此事报告斯大林元帅。不应让他注意到：是俄英战俘之间发生的争吵引发了他儿子的自杀身亡。”美国政府同意这个意见。英国外交部和内阁办公厅先后将雅科夫的专案文件束之高阁长达35年，之后才允许媒体查阅全部内容。

## 表彰
1977年10月28日，苏联最高苏维埃主席团认定他为反法西斯英雄，追授他为上级中尉，授予一等卫国战争勋章。命令不知为何秘而不宣，公众对此一无所知。

## 传闻
有传闻称德军宣传部长戈培尔向斯大林提议用被俘的德军将军保卢斯来与雅科夫交换。但这被斯大林断然拒绝，斯大林说：“我不会用一位元帅与一个中尉來互相交换。”但该说法遭雅科夫的女儿加琳娜的驳斥，她称祖父从来没有说过这句话，这一说法是由电影《解放》原创。

## 外部連結
- Rising scions of the Soviet past (Information about Yevgeny Dzhugashvili, Yakov's son) （页面存档备份，存于）
- Revealed: how Stalin's brutal massacre at Katyn shamed his PoW son into suicide （页面存档备份，存于）
- Documents Shed Light on Stalin Son's Fate （页面存档备份，存于）